# Nashville West
Nashville West war eine aus Kalifornien stammende Country-Band, die zu den Wegbereitern des Country-Rocks gezählt wird.

## Geschichte
1966 fanden sich Gib Guilbeau und Gene Parsons, die zuvor Mitglieder einer Band namens The Castaways gewesen waren, zu einer Aufnahmesession mit The Gosdin Brothers zusammen. Verstärkt wurden sie durch den bekannten Gitarristen Clarence White, der zuvor bei den Kentucky Colonels gespielt hatte. Etwas später kam der Bassist Wayne Moore hinzu, der ebenfalls bei den Casteways gespielt hatte. Das Quartett wurde unter verschiedenen Namen wie etwa The Reasons oder The Gary Paxton Band Hausband des Nashville West Club von El Monte, Kalifornien. 
Die Gruppe nannte sich schließlich in Nashville West um und arbeitete zunächst als Studioband des neu entstandenen Bakersfield International Records Label. Die vier Musiker wirkten bei etlichen Aufnahmen des kleinen, von Gary Paxton geführten, Labels mit. Daneben hatten sie Auftritte im Nashville West und in anderen kalifornischen Clubs. Dank Whites überragenden Gitarrenspiels bildete sich schnell eine treue Anhängerschaft.
Nashville West produzierte nur ein einziges Album, das zudem erst acht Jahre nach Auflösung der Gruppe veröffentlicht wurde (und 2003 um vier Bonustracks erweitert als CD erschien). Es enthält Live-Aufnahmen, die von Gene Parsons 1967 bei einem Auftritt im Nashville West Club mit einem Zweispur-Tonbandgerät aufgezeichnet wurden. Die Gruppe löste sich nach nur etwas mehr als einem Jahr auf, nachdem White und Parsons von den Byrds abgeworben worden waren. Gilbeau schloss sich später den Flying Burrito Brothers an. Moore arbeitete als Session-Musiker.

## Diskografie

### Alben
- 1976: Nashville West